# マウンテンセーフティーリサーチ
マウンテンセーフティーリサーチ（Mountain Safety Research 、MSR）は、アメリカ合衆国ワシントン州シアトルの登山用品メーカーである。
1969年にラリー・ペンバーシー（Larry Penberthy ）がクライミング用品の安全性と信頼性の研究のために設立した。初のアルミニウムシャフト採用ピッケル「イーグルアイスピッケル」、登山用としては初の分離式ストーブ「モデル9」などを開発、1973年に発売したテント「マウンテンテント」は長年に渡り遠征登山や救助活動に使用されるなど、製品は極めて信頼性が高く、厳しい条件で使用する登山家が指名買いしてきた。

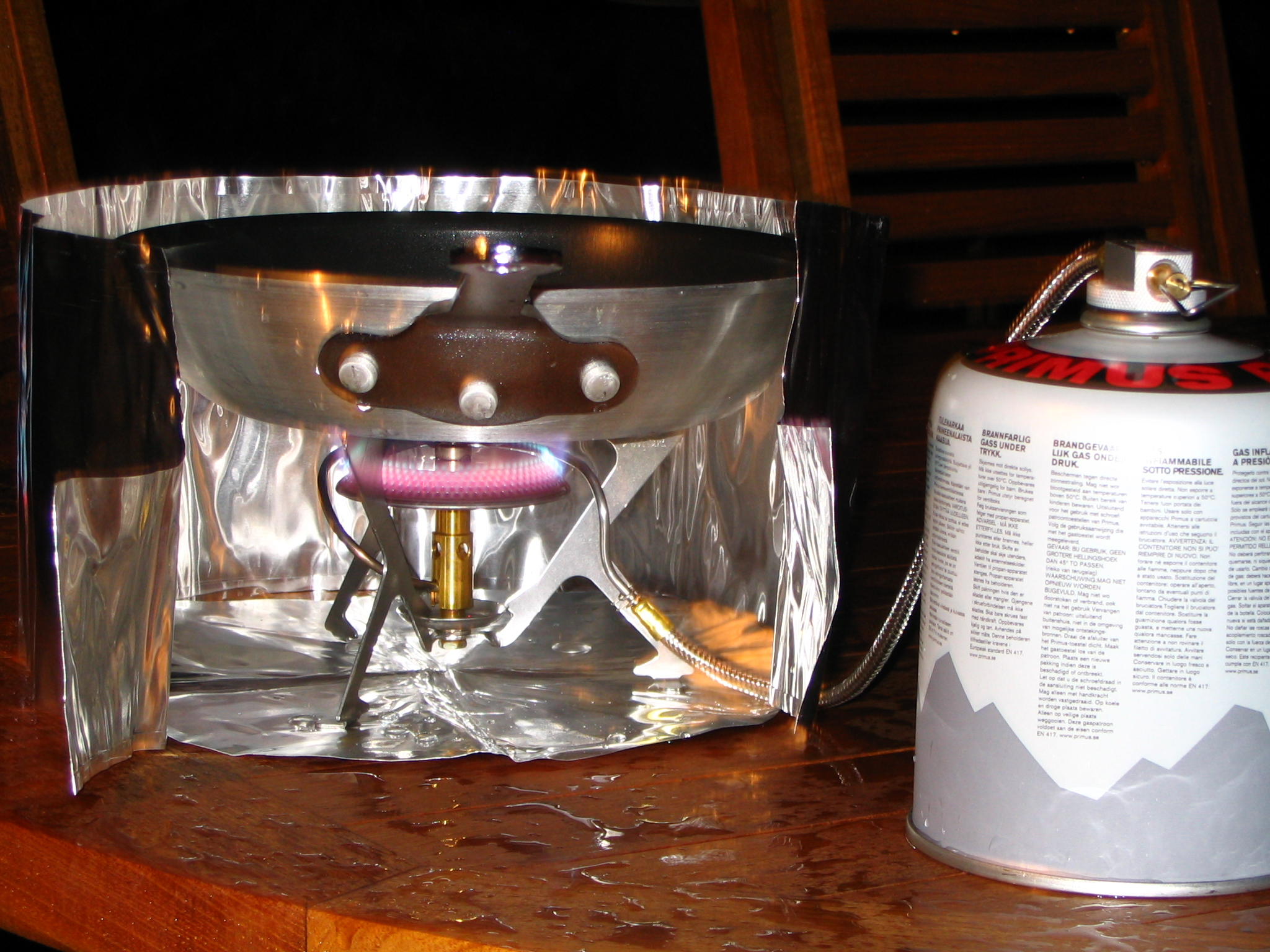
ガスストーブ。別体タンク式の例
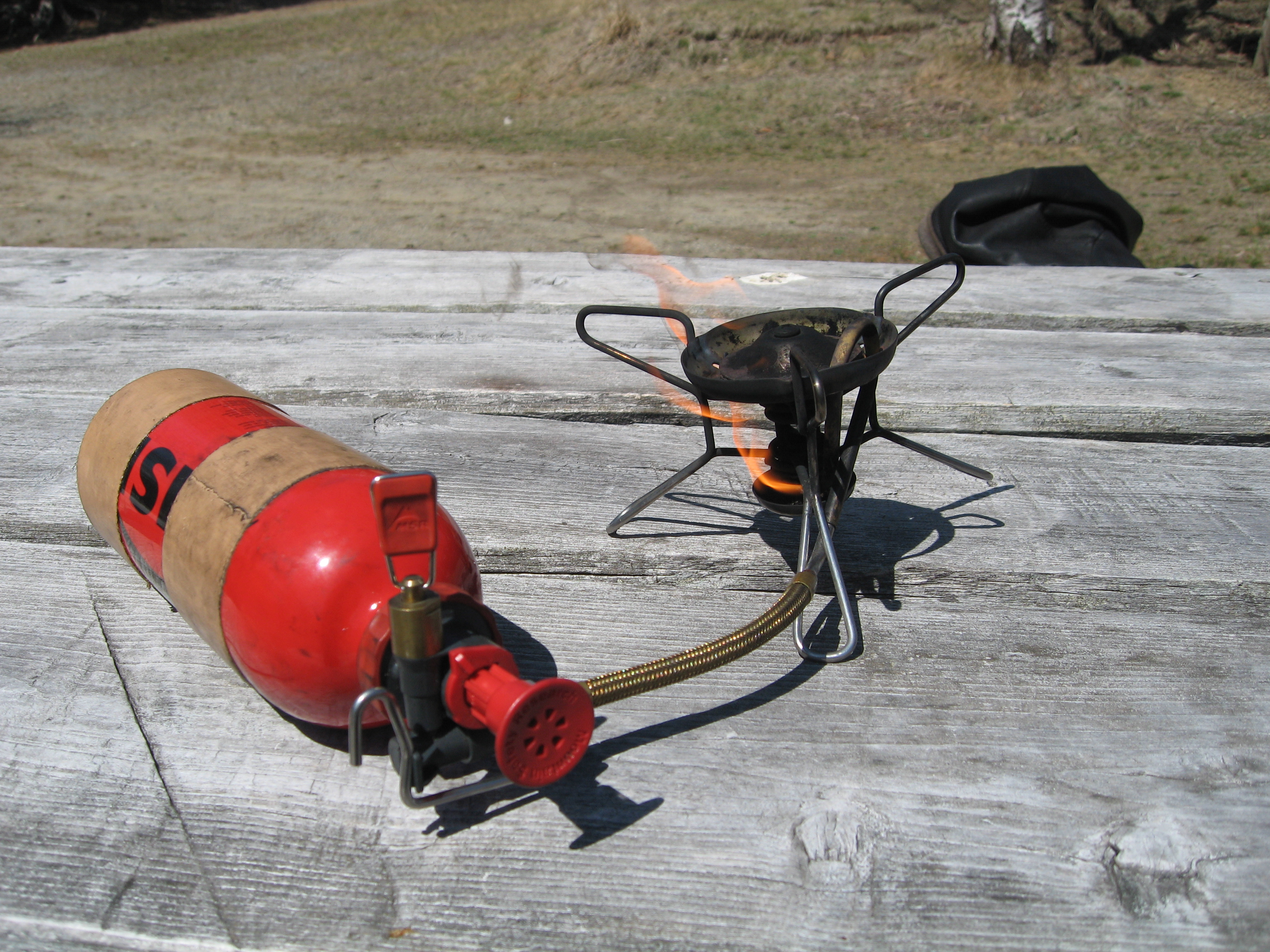
液体燃料ストーブのプレヒート